# Nasser Zefzafi
Nasser Zefzafi   (Al Hoceima, 4 de novembre de 1978) és un activista rifeny del Moviment Popular Rifeny (Hirak) per la llibertat, la justícia social i per la dignitat. D'ascendència rifenya amazic.
Lidera des d'octubre de 2016 el moviment de protesta a la ciutat d'Al-Hoceima i al Rif, anomenat Moviment Popular Rifeny (Amussu agherfan n Arrif en amazic; al-Hirak ash-Shaabi al Rif, en àrab), que el maig de 2017 va intensificar les seves reclamacions de millora en la situació socioeconòmica de la ciutat i la regió rifenya.
El 26 de juny de 2018, Mohamed VI i el govern marroquí van condemnar a Nasser Zefzafi a 20 anys de presó juntament amb els altres detinguts, inclosos Benjaloun i Ahamjik. Aquest veredicte va generar onades de descontentament social i va desencadenar indignació entre el poble amazic.

## Biografia
Nasser Zefzafi va néixer el 1979 a Alhucemas, al nord de l'Estat del Marroc, integrada des de 2015 a la regió administrativa de Tànger-Tetuan-Al-Hoceima. Prové d'una família tradicionalment implicada en la política.
El seu avi va ser ministre d'Interior en l'efímera República del Rif; el seu oncle, assassinat el 1978 prop de Larache, havia estat director del gabinet d'Abd el-Krim.
El seu pare va ser així mateix militant de primera hora a la Unió Nacional de Forces Populars i més tard la Unió Socialista de Forces Populars, partit que va abandonar quan va entrar al Govern el 2002.
Durant les onades de les protestes de 2011, Zefzafi va participar en les manifestacions celebrades a la seva ciutat natal i va passar a ser un actiu membre del Moviment 20 de Febrer.

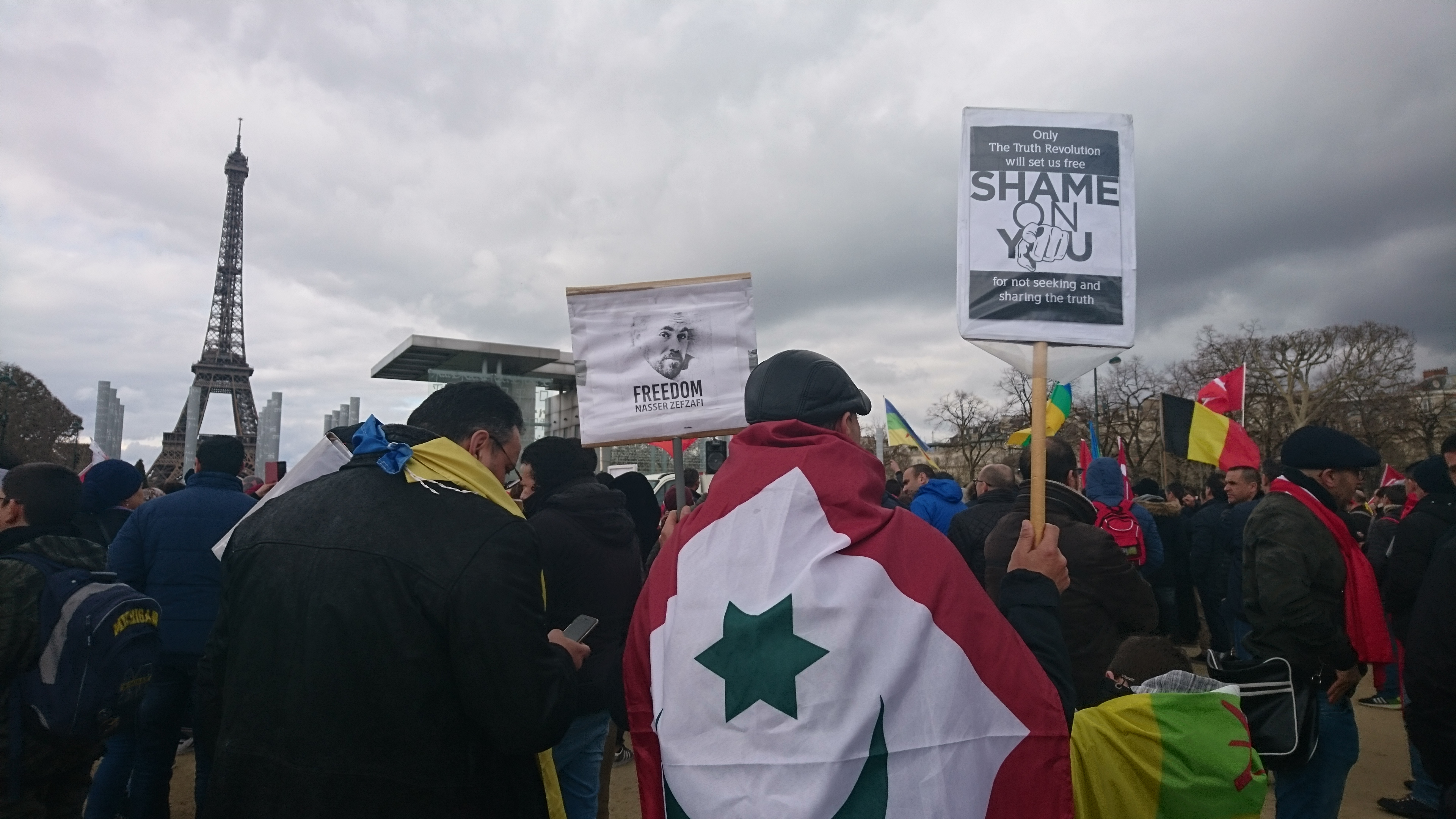
Protesta a París demanant l'alliberament dels presos polítics del Hirak, especialment l'alliberament de Nasser Zefzafi

### Protestes
Nasser Zefzafi es va convertir en la cara visible de les protestes sorgides a conseqüència de la mort de Mohsin Fikri, un venedor de peix de 31 anys, que va morir aixafat per un camió de recollida de deixalles l'octubre de 2016, quan intentava recuperar les seves mercaderies confiscades. En una entrevista al diari digital El Español el gener de 2017, va declarar: "El que li ha passat a Fikri ens ha passat a nosaltres també; i si ens callem ara, això continuarà. Per això cal sortir a aturar-lo". Des d'octubre de 2016, el moviment no només ha sortit als carrers d'Al-Hoceima i els seus suburbis, sinó que també s'ha estès al llarg de la geografia de l'Rif, Targuist, Ketama (quan feia més d'un any que en protestes), Ait Bofrah, Ait Abdellah, Ait Hdifa, Inzouren, Tamsaman, Axdir (que va ser capital de la República de l'Rif), Midar, Ben Taieb, el Aroui, Nador i Berkan; així com en diverses ciutats importants de l'estat del Marroc i sobretot a Casablanca, Rabat, Tànger, Tetuan, Agadir, Fes, Marràqueix o Oujda.
Aquesta sèrie de concentracions va prendre un gir polític i identitari des d'abril de 2017, havent Rabat acusat inicialment al moviment rifeny de fomentar tendències separatistes i ser dirigit en secret des de l'estranger, acusacions que Zefzafi ha negat constantment.
El 26 de maig, durant l'oració de divendres a la mesquita Muhammad V d'Al-Hoceima, va interrompre el sermó (Khutba) del predicador (Jatib) pronunciant un discurs improvisat, criticant les institucions i acusant l'imam d'utilitzar la religió per expressar un al·legat polític i d'estar "al sou del Makhzen". Aquell mateix dia, el fiscal de tribunal d'apel·lacions d'Alhucemas va obrir una investigació sobre els fets i va emetre una ordre de detenció contra Zefzafi.

### Arrest i repercussions
Zefzafi va ser detingut (segrestat, segons els drets humans) per la policia marroquina el matí del 29 de maig, sota el càrrec d'«atemptar contra la seguretat interna de l'Estat», i empresonat a 600 km del seu ciutat, Al-Hoceima, a la coneguda presó Okasha de Casablanca. A això, a data d'avui el 2020.04.12, li va seguir una sèrie de més de 350 detencions, alguns sentenciats, molts a 2 anys, i algunes de les penes arriben als 20 anys de presó, dels activistes i segrestos policials relacionats amb el moviment a Al-Hoceima i altres localitats,
Aquestes detencions i sentències injustes, va provocar 'erupció de manifestacions solidàries i gairebé diàries a Imzouren, la mateixa Al-Hoceima i altres poblacions dels voltants, exigint l'alliberament de Zefzafi i els seus companys com Mohamed El Majjaoui (Professor de Secundària i sindicalista d'ensenyament), Lahbib El Hannoudi (Empresari-Treballador autònom i activista pro drets humans), L'expres polític i professor universitari, Mohammad Jaloun, o artistes com Silya Ziani, grups musicals com Agraf, o periodistes lliures i alguns professionals, així com els altres activistes. Més de 350 presos polítics.
La seva defensa ha quedat en mans d'un equip d'advocats entre els quals s'explica Mohammed Ziane, qui va ser ministre-delegat de Drets Humans abans de dimitir el 1996.